# Zaaizaadfactor
De zaaizaadfactor of zaadrendement is de verhouding tussen het zaaizaad en de opbrengst.
Het gaat hier om het percentage van de oogst dat bewaard dient te worden om het volgend jaar voldoende te kunnen zaaien op de beschikbare percelen.
Wintertarwe brengt in Nederland gemiddeld 6500 kg per ha op. Voor de inzaai is 150 kg per ha nodig. De zaaizaadfactor is dan 0,023 of anders gezegd 2,3% van de oogst moet voor zaaizaad bewaard worden. Meestal wordt echter geen deel van de oogst bewaard als zaaizaad maar wordt dit apart geteeld.
Het zaadrendement is ook een belangrijk gegeven bij de opbouw van een nieuw ras, omdat het aangeeft hoeveel oppervlakte en generaties er nodig zijn voor het verkrijgen van voldoende zaaizaad voor verhandeling aan telers.
Bij vegetatieve vermeerdering wordt de term 'vermeerderingsfactor' gebruikt.